# Miguel Bosé
Miguel Bosé Dominguín, nascido Luis Miguel González Bosé (Cidade do Panamá, 3 de abril de 1956), é um cantor, compositor e ator espanhol, e naturalizado colombiano.
Filho do matador de touros espanhol Luis Miguel Dominguín e da atriz italiana Lucia Bosè (1931-2020). O seu padrinho de batismo foi o cineasta Luchino Visconti.
Estudou artes performativas e dança, em Londres, com Lindsay Kemp, e depois em Paris, com a nova-iorquina Martha Graham, bem como na escola de Maurice Béjart, na Bélgica.

## Trajetória
Depois de uma primeira tentativa fracassada de se lançar como cantor, contou com o apoio de Camilo Sesto na composição de canções românticas e converteu-se num fenómeno de popularidade na Espanha de finais dos anos 1970. Desse período fazem parte álbuns como  Linda, publicado em 1977; ou Miguel, de 1980, contendo a canção Te amaré.
A partir de princípios da década de 1980 Bosé inverteu o seu percurso na música comercial e revelou um trabalho mais amadurecido, elogiado pela crítica, o álbum Made in Spain (1983), onde se inclui o tema Amante bandido. Andy Warhol foi autor da capa deste seu disco.
A partir de 1984, com o disco Bandido, Miguel Bosé mudança o seu registo vocal para um tom mais grave e adulto, sendo também mais evidenciada a influência de artistas como David Bowie e Depeche Mode. Também se notou melhor qualidade nos videoclipes lançados, que tinham aparência de filmes. Os álbuns seguintes, Salamandra (1986) e XXX (1987) seguiram com a mesma fórmula.
Além de Espanha, teve sucesso nos países de língua espanhola da América Latina, e também publicou álbuns em Itália, sendo o italiano o idioma não espanhol em que mais temas gravou. Chegou a ter certo reconhecimento no Brasil, ao ponto de lançar dois discos em português: Miguel Bosé (1980) e Tutti-Frutti (1982). De resto, também lançou versões de suas músicas em inglês, francês e japonês.
No México foi padrinho da banda infanto-juvenil mexicana Timbiriche, apresentando a estreia da banda em um programa de televisão com a música Don Diablo. Até hoje o cantor mantém contato profissional com os ex-integrantes. Também trabalhou junto com a cantora Daniela Romo, chegando a aparecer em dois videoclipes dela. Na época os fãs chegaram a especular um romance entre os dois, mas nada de concreto foi confirmado.
Nos anos 1990 publicou Los Chicos No Lloran (1990), Bajo el Signo de Caín (1993) e Laberinto (1996).
Em 2007 editou Papito, um CD em que interpreta 15 canções em dueto com cantores como Julieta Venegas, Shakira, Alaska, Laura Pausini, Alejandro Sanz e Michael Stipe, dos R.E.M.
Teve participações como ator em mais de dez filmes, incluindo De Salto Alto (1991), de Pedro Almodóvar.

## Vida pessoal
Miguel Bosé é neto paterno de Domingo Dominguín, sobrinho de Domingo Dominguín (filho) e de Pepe Dominguín e, por afinidade, de Antonio Ordóñez (pelo seu casamento com Carmina Dominguín, irmã de Luis Miguel), todos matadores de touros. É irmão da designer de moda Paola Dominguín, tio da manequim Bimba Bosé e do manequim e ator Nicolás Coronado.
Bosé manteve uma relação com o escultor Ignacio Palau de 1992 a 2018. Em 2011, os filhos de Bosé, gémeos Diego e Tadeo, nasceram por barriga de aluguer. Sete meses depois, Ivo e Telmo nasceram pela mesma via com genes de Ignacio Palau.
O cantor é Negacionista da COVID-19, afirmando que as máscaras não são efetivas. Alguns dos seus vídeos foram removidos das redes sociais por conterem afirmações alarmistas não provadas.
Em 1980, ele se assumiu bissexual, "mas não homossexual". Anos depois, Bosé declarou ser trissexual.

## Discografia
- 1977: Linda
- 1978: Miguel Bosé
- 1979: Chicas!
- 1980:  Miguel
- 1981: Más Allá
- 1982: ¡Bravo Muchachos! Los Grandes Éxitos de Miguel Bosé
- 1983: Made in Spain
- 1984: Bandido
- 1986: Salamandra
- 1987: XXX
- 1990: Los Chicos No Lloran
- 1991: Directo '90
- 1992: Bajo el Signo de Caín
- 1995: Laberinto
- 1998: 11 Maneras de Ponerse un Sombrero
- 2001: Sereno
- 2004: Por Vos Muero
- 2005: Velvetina
- 2007: Papito
- 2010: Cardio
- 2012: Papitwo
- 2014: Amo
- 2016: MTV Unplugged